# 爆進!スイッチレイダー
『爆進！スイッチレイダー』（ばくしん スイッチレイダー）はバンダイから発売されたバトル玩具『スイッチレイダー』をモチーフとした日本の漫画作品。作者は渡辺格。

## 概要
コミックボンボンにて2004年4月号から12月号まで連載された。全9話。単行本化はされていない。
当初は2月号からの連載開始が予告されていたが、諸般の事情で延期となり、同年4月号からの連載となった。

## あらすじ
手のひらサイズのコンパクトな車体にバッテリーを内蔵し、10秒の充電で約30秒間の走行が可能なバトルホビー「レイダー」。
基本的なルールは相手のレイダーをコースから弾き出すか反転させる等、走行不能にすれば勝ちの三本勝負である。
主人公・桜庭桃次郎は地元のおもちゃ屋「HobbyShopくりはら」で行われているレイダーの大会で連日優勝するほどの腕前であったが、大会のゲストとして現れたレイダーバトルのチャンピオン・宇川ジョーとの特別試合で大敗した事により自身が井の中の蛙であったことを思い知る。
その後、研究の末に反転しても止まらずに走り続けられる裏表の無いマシン「スイッチレイダー」を作り出した桃次郎は再び宇川に挑戦し、リベンジを果たすことに成功する。これが桃次郎の爆進伝説の始まりであった。

## 登場人物
桜庭 桃次郎（サクラバ モモジロウ）
使用レイダー：一番星⇒一番星スピリッツ
東山○小学校に通う小学六年生。愛称は「桃」。二つ名として「爆進一番星」を自称している。
お調子者だが友情に厚く、周りの男子達から支持されている。
ライバルたちとの戦いで何度も窮地に陥るが、持ち前の機転の良さと奇抜な発想でバトルを勝ち進んでいく。
決め台詞は「お前に新しい世界を見せてやるぜ！」
宇川 丈（ウカワ ジョー）
使用レイダー：アックスレイダー
レイダーバトルの三年連続王者で「音速斬り（ソニックスライヤー）」の異名を持つ少年。
整った顔立ちで女子から人気が有る。
全国大会にシード権での出場が決まっていたが、早く桃次郎と戦いたいという理由から変装し「村瀬透（ムラセ トオル）」という偽名を使って地区大会にエントリーしていた。
鴨池 純（カモイケ ジュン）
使用レイダー：クレイジーホース
桃次郎の隣のクラスの男子。通称「マンモス」。
バトルの敗者は勝者へレイダーを渡さなければならないという独裁的なルールの下、同級生達からレイダーを取り上げていたが桃次郎に敗北し改心。全てのレイダーを持ち主へと返した。
大柄な体躯で学校一のワルと言われていたがレイダーバトルにおいては努力家であり、愛機への愛情は人一番強い。
オスカル
使用レイダー：ホワイトスワン号
桃次郎の地区予選の最初の対戦相手。
女性的な風貌の少年で桃次郎から「気色悪い」と言われてしまうが、バトルになると態度が一変し凶悪な面を覗かせるようになる。
勝利への執着心からバトル中に踊りながらコース内へ粉を蒔き、対戦相手のマシンのスリップを誘うという反則行為をしていたが、桃次郎にそれを見破られ敗北した。
黒守 凶介（クロス キョウスケ）
使用レイダー：レイベン
桃次郎の地区予選二回戦の相手。カラスを引き連れている少年。
不愛想でオカルト染みた不気味な言動をするがかなりの頭脳派であり、相手のマシンやクセなどを分析し全て計算した上での理論的なバトルを行う事から「闇を見通す者（ダークスキャナー）」の異名を持つ。
松嶋チホリ（マツシマ チホリ）
使用レイダー：バニラ号
桃次郎の地区予選三回戦の相手。三つ編みのツインテールが特徴の幼い少女。
年相応の無邪気さと年上の相手にも物怖じしない度胸を持つ。
栗原さつき（クリハラ サツキ）
桃次郎の同級生。親がホビーショップを営んでいることも有り、桃次郎達とは顔馴染み。
宇川に負けて以来しばらく店に顔を出さなくなった桃次郎を心配して桜庭家を訪ねたり、地区予選の決勝にて自分のレイダーを破壊され自信を失いかけているところを励ましたりと何かと彼の事を気にかけている。
佐竹（サタケ）
桃次郎の友人。帽子を被っている。
哲平（テッペイ）
桃次郎の友人。佐竹よりもレイダーバトルの腕は上。
桃次郎の父
たこ焼き屋「ボンバー」を営んでいる。
レイダーバトルには関与しないが、親子の他愛のない会話で桃次郎に勝利のヒントを与える事が多い。